# Орёл (город)
Орёл — город в России, административный центр Орловской области и Орловского муниципального округа (в состав которого не входит). Являясь городом областного значения, образует муниципальное образование городской округ город Орёл. Расположен в 368 км к юго-западу от Москвы и в 90 км от Михайловского водохранилища на реке Свапа, на Среднерусской возвышенности в европейской части России, по обоим берегам реки Оки и её притока Орлика. Орёл и Орловская область входят в состав Центрального федерального округа, а также Центрального экономического района. Город первого салюта (5 августа 1943 года), город воинской славы (27 апреля 2007 года) и «Литературная столица России» (официально с 12 июня 2021 года).

## Этимология
Народная этимология связывает название города с событиями, якобы произошедшими при его основании в 1566 году. По велению царя Ивана Грозного началось строительство города-крепости для охраны южных границ Русского государства от набегов крымских татар. Когда стали рубить дуб, росший на берегу у слияния двух рек Оки и Орлика, с вершины дерева слетел орёл. «А вот и хозяин», — сказал один из мужиков. Иван Васильевич и повелел назвать город именем птицы.
По научной версии название может происходить от названия реки Орёл (Орель) — левого притока Оки, упомянут в «Книге Большому Чертежу» (1627), а со 2-й половины XIX века как Орлик. Существует версия о балтоязычном происхождении названия — ср. многочисленные балтские гидронимы: прус. Arle (позже Orlen), Arelen, Erling; лит. Arlìnė, Ar̃liškė, Arlìškės, Arlìškiai; латыш. Arlan̦i, Arlath, Erle; вероятно, сюда же Arelen, Erling, Арлея, Орлея, М. Орлёнка, Орель. В конечном счёте гидронимы восходят к лит. érlos ‘сенокосный луг’, др.-прус. arelis ‘орёл’, либо слову из древнеевропейских языков, восходящему в итоге к индоевропейскому корню *er- ‘двигаться’ и т. п..

В период основания города (XVI век) территория современной Орловской области находилась на границе между Московским государством и степными регионами, где проживали тюркоязычные народы (например, ногайцы, крымские татары). Вероятно, местные географические названия могли быть заимствованы из тюркских языков, особенно если эти территории ранее осваивались тюркскими племенами.
Ор (ар): (тюркск) Может означать "возвышенность", "гора"

## Символика
В действующем Положении о гербе и флаге города Орла внесены следующие статьи:
Флаг
Статья 2.1. Флаг города Орла представляет собой прямоугольное полотнище из двух вертикальных полос: левой (у древка флага) — синего цвета и правой — красного цвета. Отношение размеров полос 1 : 9. В центре красной полосы расположено цветное изображение герба города Орла. Ширина герба составляет 1/3 часть от ширины красной полосы. Высота герба составляет 3/5 высоты красной полосы. В верхнем левом углу красной полосы расположено изображение золотых скрещённых серпа и молота и над ними контура золотой пятиконечной звезды. Ширина изображения серпа, молота и звезды составляет 1/9 красной полосы, высота — 1/3 высоты красной полосы. Отношение ширины флага к его длине — 3 : 5. Изображение флага города Орла приведено в Приложении 4.
Герб
Статья 1.1. Герб города Орла представляет собой исторический герб, утверждённый 16.08.1781 (с последующими изменениями) и имеющий следующее описание:
В синем поле белый город, на воротах которого чёрный одноглавый орёл.
В 1988 году был создан герб, за основу которого был взят исторический герб 1781 года, однако в его описании с орла «сняли» корону и сделали его более схематичным. Положение о гербе от 1997 года разрешило использовать как исторический, так и созданный в 1988 году гербы.
Геральдический Совет при президенте России признал герб и флаг города несоответствующими правилам и нормам российской геральдики. Мэр Орла Виктор Сафьянов предложил доработать герба и флаг города Орла, взяв за основу исторический герб 1781 года. В июле 2010 г. были представлены первые эскизы. Виктор Сафьянов предложил рабочей группе, куда вошли представители общественности города и творческих союзов, с учётом всех мнений доработать изображения главных символов Орла.
Проект был направлен на геральдическую экспертизу в Петербург, и получил положительную оценку государственного герольдмейстера России Георгия Вилинбахова. Проекты герба и флага были рекомендованы к принятию без каких либо замечаний.
Принятие новой символики города ожидалось до конца 2010 года, однако, этого не произошло.
Гимн
В настоящее время официального гимна у Орла нет, однако уже много лет гимном города Орла неофициально считается мелодия 1-й симфонии орловского композитора В.С. Калинникова.

## Физико-географическая характеристика

### Часовой пояс
Орёл находится в часовой зоне МСК (московское время). Смещение применяемого времени относительно UTC составляет +3:00. В соответствии с применяемым временем и географической долготой средний солнечный полдень в Орле наступает в 12:36.

### Климат
Климат города умеренно континентальный (по классификации Кёппена — Dfb). Чётко выражена смена сезонов года. Формирование климата происходит главным образом под влиянием переноса значительно трансформировавшихся атлантических воздушных масс.
Зима умеренно холодная. Первая её половина несколько мягче второй, с частыми оттепелями. В январе — феврале в основном держится морозная погода, иногда возможны сильные морозы. Февраль — самый суровый месяц зимы. Март умеренно прохладный, климатическая весна наступает во второй половине марта. Год от года в зависимости от атмосферной циркуляции, март может быть как полноценно «весенним», с положительной среднесуточной температурой, фактически полным отсутствием снежного покрова, началом вегетации (1989, 1990, 2004, 2007, 2008, 2014, 2015, 2016, 2017, 2019, 2020, 2023, 2024, 2025 годы), так и абсолютно «зимним» (2011, 2012, 2013, 2018 годы). Лето сменяется периодами жары и относительной прохлады. Возможны как периоды сильной жары без дождей, так и периоды обложных дождей и прохладной погоды. Осень довольно тёплая.
Среднегодовая температура составляет +6,7 °C. Орёл — один из немногих городов России, в котором абсолютный минимум температуры был отмечен в марте. Самая низкая температура с 1960 года была зафиксирована 7 марта 1964-го: −37,8 °C. Самая высокая за всё время наблюдений — в 2010 году, когда абсолютный рекорд был побит не один раз всего за несколько дней. 5 августа 2010 года воздух прогрелся до максимальных 39,5 °C.
Среднегодовой показатель солнечного сияния составляет 1852 часа, с минимальными значениями в период с ноября по февраль.
| Показатель                            | Янв.  | Фев.  | Март  | Апр.  | Май  | Июнь | Июль | Авг. | Сен. | Окт. | Нояб. | Дек. | Год   |
| ------------------------------------- | ----- | ----- | ----- | ----- | ---- | ---- | ---- | ---- | ---- | ---- | ----- | ---- | ----- |
| Абсолютный максимум, °C               | 7,4   | 9,4   | 23,0  | 29,0  | 32,8 | 35,4 | 38,7 | 39,5 | 31,3 | 26,3 | 17,5  | 9,7  | 39,5  |
| Средний суточный максимум, °C         | −3,6  | −2,8  | 3     | 12,9  | 20,1 | 23,5 | 25,6 | 24,6 | 18,2 | 10,5 | 2,5   | −2,1 | 11    |
| Средняя температура, °C               | −6,1  | −5,8  | −0,8  | 7,6   | 14,3 | 17,9 | 19,8 | 18,5 | 12,7 | 6,4  | 0,0   | −4,3 | 6,7   |
| Средний суточный минимум, °C          | −8,7  | −8,9  | −4,3  | 2,8   | 8,7  | 12,4 | 14,5 | 12,9 | 8    | 3    | −2,2  | −6,7 | 2,6   |
| Абсолютный минимум, °C                | −35,4 | −37,2 | −37,8 | −17,2 | −5   | −0,4 | 3,9  | −2,2 | −5   | −13  | −26,4 | −35  | −37,8 |
| Норма осадков, мм                     | 46    | 41    | 39    | 40    | 50   | 69   | 87   | 54   | 57   | 56   | 44    | 47   | 630   |
| Источник: http://www.pogodaiklimat.ru |       |       |       |       |      |      |      |      |      |      |       |      |       |

| Показатель                    | Янв. | Фев. | Март | Апр. | Май  | Июнь | Июль | Авг. | Сен. | Окт. | Нояб. | Дек. | Год  |
| ----------------------------- | ---- | ---- | ---- | ---- | ---- | ---- | ---- | ---- | ---- | ---- | ----- | ---- | ---- |
| Средний суточный максимум, °C | −2,7 | 0,0  | 5,4  | 14,2 | 20,1 | 24,5 | 26,1 | 26,4 | 20,5 | 12,1 | 4,0   | 0,1  | 12,6 |
| Средняя температура, °C       | −5,5 | −3,8 | 0,7  | 8,2  | 13,8 | 18,7 | 20,0 | 19,9 | 14,1 | 7,1  | 1,0   | −2,4 | 7,7  |
| Средний суточный минимум, °C  | −8   | −7,3 | −3,3 | 3,0  | 7,8  | 13,1 | 14,5 | 14,3 | 8,5  | 2,9  | −1,5  | −4   | 3,3  |
| Норма осадков, мм             | 43   | 38   | 34   | 43   | 42   | 69   | 76   | 60   | 61   | 55   | 43    | 43   | 605  |

| Показатель               | Янв.         | Фев.         | Март         | Апр.        | Май         | Июнь        | Июль        | Авг.        | Сен.        | Окт.        | Нояб.       | Дек.         |
| ------------------------ | ------------ | ------------ | ------------ | ----------- | ----------- | ----------- | ----------- | ----------- | ----------- | ----------- | ----------- | ------------ |
| Самый тёплый месяц, °C   | 0,5 (2025)   | 0,2 (1843)   | 4,4 (2020)   | 11,9 (2000) | 18,4 (1906) | 22,7 (1901) | 25,5 (2010) | 23,7 (2010) | 18,1 (2024) | 10,5 (1935) | 5,1 (2010)  | 0,9 (2006)   |
| Самый холодный месяц, °C | -17,8 (1950) | -19,4 (1956) | -11,5 (1952) | -0,2 (1852) | 8,8 (1843)  | 14,1 (1978) | 15,5 (1956) | 14,8 (1950) | 7,9 (1973)  | -0,1 (1976) | -8,6 (1993) | -15,8 (1855) |

### Водные ресурсы
Главная река города и области — Ока (приток Волги), протекающая меридионально с юга на север и делающая ряд поворотов в черте города. В центре города в Оку впадает её левый приток река Орлик. Реки не судоходны. Уровень рек повышен плотинами.
В южной части находится озеро Светлая жизнь (бывший песчаный карьер). Другие озёра и пруды, в основном, расположены в северной и северо-восточной частях города по его окраинам. Площадь их зеркала очень мала.

### Экология
Индекс загрязнения атмосферы в городе составил 5,26 единиц (2010), что считается благоприятным для проживания (норма: 4 — 7 единиц), но в сравнении с 2006 годом этот показатель вырос на 7,8 %. На долю автотранспорта приходится основная часть выбросов вредных веществ, в том числе: по оксиду углерода — 94,4 %, по диоксиду азота — 86,5 %, по диоксиду серы — 79,0 %, по углеводородам — 97,3 %.

## История
У слияния рек Ока и Орлик в XII веке на территории Черниговского княжества существовало городище (письменных свидетельств существования укреплённого поселения на месте Орла в домонгольскую эпоху нет, но эта дата подтверждается археологическими раскопками). В зоне реконструкции Красного (Мариинского) моста обнаружили селище домонгольского периода, на котором нашли керамическую круговую и стеклянную посуду XI века, шиферные пряслица. Слой древнерусского поселения продолжается и к востоку от Красного моста, где он зафиксирован в районе ул. Гостиная, д. 1.
В 1566 году по указанию Ивана Грозного была основана крепость Орёл для охраны южных границ Русского царства. Этот год официально считается датой основания города. Об этом событии в Никоновской летописи под 1566 годом записано следующее:
Того же лета повелением государя царя и великого князя Ивана Васильевича всея Руси поставлен бысть город на поли на реке Орлее
Однако существуют и другие версии относительно основания города. Так, согласно историку Владиславу Назарову, Иван Грозный вряд ли может считаться основателем города, поскольку крепость была основана во времена разделения страны на опричнину и земщину и находилась на землях земщины. По правилам, установленным самим Иваном IV, инициатива по основанию крепости должна была исходить от земской боярской думы. Кроме того, неплохо известно местоположение и круг занятий Ивана Грозного во второй половине 1566 года — той осенью он находился на богомолье в Троице-Сергиевом монастыре и не занимался государственными делами. В частности, Великое Литовское посольство 1566 года прибыло в Москву в отсутствие царя и все вопросы относительно мира с Литвой решал Земский собор. Наиболее вероятным основателем города Назаров считает Михаила Ивановича Воротынского, чьи родовые земли находились неподалёку на севере.
По мнению историка Т. Г. Свистуновой, Орловская крепость XVI века имела три линии укреплений и состояла из рубленого «города», острога и посада, обнесённого надолбами. В «городе» размещались собор, дом воеводы, казённые строения и осадные дворы детей боярских; на территории острога располагались дворы пушкарей, воротников и кузнеца, а также две приходские церкви, стоявшие возле башен острога: Богоявленская пушкарей и Никольская воротников. На посаде находилось около 30 дворов чёрной слободы.
В 1577 году на правом берегу Оки появилась казачья слобода, где жили орловские городовые казаки. В слободе существовала деревянная Покровская церковь, носившая также название «Покровская казачья».
В 1636 году Орёл был отстроен заново воеводой Б. Колтовским. причём территория города увеличилась за счёт присоединения заречных земель. Увеличилось и население города, а социальный состав его изменился: появились казаки-переведенцы, поселённые за острогом в Черкасской слободе, зато исчезли посадские люди, и их земля была отдана пушкарям. Исчезновение посадского населения объяснялось невыгодами житья в «киевском» городе, часто подвергавшемся военным опасностям. Орёл продолжал своё существование как город-крепость с соответствующим гарнизоном: в остроге по-прежнему располагалась Пушкарская слобода, на левом берегу Орлика селились дети боярские и дворяне, близ Оки появилась Казачья слобода, а близ Карачевской (Корчаковской) дороги — Стрелецкая. Во второй половине XVII в. население продолжало расти за счёт служилых людей: возникли Солдатская и Драгунская Заоцкая слободы.
После возведения Белгородской черты военная угроза городу значительно ослабла: с другой стороны, развитие экономики страны и начало складывания всероссийского рынка сделали выгодным товарное производство хлеба в южнорусских землях. В этих условиях важное значение приобрело выгодное географическое положение Орла в верховьях Оки, благодаря которому Орёл быстро стал крупным центром торговли хлебом из Ливенского, Кромского, Орловского и Мценского уездов в Калугу и Москву и солью из Соликамска на Украину. В результате в Орле появились дворы приезжих торговых людей, в 1676 году опять официально был восстановлен посад (за острогом), стрельцы, казаки и пушкари всё чаще стали заниматься торговлей, образовались три рыночные площади — в Старой, Заорлицкой и Заокской частях города. Окончательно Орёл потерял военный характер после пожара 1689 года, когда частично сгорела и больше не восстанавливалась городская крепость.
В 1708 году город причислен к Киевской губернии, с 1719 года — центр Орловской провинции.
Указами Екатерины II от 28 февраля (11 марта) и 5 (19) сентября 1778 года были учреждены Орловская губерния и Орловское наместничество. Орёл стал административным центром губернии. В это время численность населения города составляла около 7,7 тысяч человек.
16 ноября 1779 года был утверждён первый регулярный план Орла, предусматривающий чёткий порядок его строительства. Город был значительно расширен и разделён реками на три части:
1. Кромская часть — Старый город;
2. Московская часть — Заокская часть;
3. Заорлицкая часть — Верхний город.

В каждой части были торговые площадки. По плану в центре предписывалось создавать прямые, широкие улицы и сооружать на них только каменные здания.
С 1820 года Орёл стал резиденцией епископов Орловской епархии, открытой в 1788 году. Переведённый из Севска Архиерейский дом разместился на территории Успенского монастыря, где существовал до начала 1920 года.
В 1850 году в Орле было уложено первое дорожное покрытие из битого мелкого кирпича от архиерейского дома, возле тюремного замка, под окнами губернского дома до Болховской улицы. Мостовая самой Болховской улицы была приведена в порядок лишь к лету 1856 года.
В середине XIX века появляются мелкие литейные и механические заводы. В 1863 году в Орле появился первый водопровод.
Большое значение имело создание в 1855 году городской профессиональной пожарной охраны. В 1859 году впервые установлено телеграфное сообщение. В 1862 году в городе была установлена телеграфная связь между полицейскими участками, действовавшими в каждой части Орла.
Реформы 1860—1870-х годов внесли значительные изменения во все сферы в жизни города. Получило развитие банковское дело; в 1903 году возникло отделение Северного банка, вошедшего в Орловское отделение Русско-Азиатского банка, образованного в 1910 году (здание сохранилось).
В 1919 году во время гражданской войны, в результате Орловско-Кромского сражения, на несколько дней перешёл под контроль Вооружённых Сил Юга России.
С 1928 года, после ликвидации Орловской губернии, Орёл находился в составе образованной Центрально-Чернозёмной области (до 1930 года — центр Орловского округа), с 1934 года — в составе Курской области.
С 27 сентября 1937 года — центр вновь образованной Орловской области.

### Фактическая принадлежность Орла в различное время
За свою историю Орёл находился в разных административно-территориальных и даже государственных институциях:
- 1566—1658  Русское царство, Рязанский разряд
- 1658—1708  Русское царство,  Белгородский разряд
- 1708—1719  Русское царство, Киевская губерния
- 1719—1721  Русское царство, Киевская губерния, Орловская провинция
- 1721—1727  Российская империя, Киевская губерния, Орловская провинция
- 1721—1727  Российская империя, Киевская губерния, Орловская провинция
- 1727—1778  Российская империя,  Белгородская губерния, Орловская провинция
- 1778—1796  Российская империя,  Орловское наместничество
- 1796—1.09.1917  Российская империя,  Орловская губерния
- 1.09.1917—25.11.1917  Российская республика,  Орловская губерния
- 25.11.1917—13.10.1919  РСФСР,  Орловская губерния
- 13.10.1919—20.10.1919  Российское государство,  Орловская губерния
- 1919—1922  РСФСР,  Орловская губерния
- 1922—1928  СССР,  РСФСР,  Орловская губерния
- 1928—1930  СССР,  РСФСР, Центрально-Чернозёмная область, Орловский округ
- 1930—1934  СССР,  РСФСР, Центрально-Чернозёмная область
- 1934—1937  СССР,  РСФСР, Курская область
- 1937—3.10.1941  СССР,  РСФСР, Орловская область
- 3.10.1941—5.08.1943  Нацистская Германия
- 5.08.1943—1991  СССР,  РСФСР, Орловская область
- 1943—1991  СССР,  РСФСР, Орловская область
- с 1991  Россия,  Орловская область

## Административное устройство

### Административное деление
Город разделён на четыре района: Заводской (самый старый, большой и населённый), Советский, Железнодорожный и Северный (самый молодой). Районы города являются административно-территориальными единицами, не имеющими статуса муниципальных образований.
| Районы          | Население, чел. |
| --------------- | --------------- |
| Железнодорожный | ↘54 515         |
| Заводской       | ↘103 065        |
| Северный        | ↘62 856         |
| Советский       | ↘76 197         |

### Мэры города
- 1991—1997 — Александр Кисляков
- 1997—2002 — Ефим Вельковский
- 2002—2006 — Василий Уваров
- 2006—2009 — Александр Касьянов
- 2009—2010 — Василий Ерёмин (и. о.)
- 2010—2012 — Виктор Сафьянов
- 2012—2015 — Сергей Ступин
- 2015—2020 — Василий Новиков
- 2020—2021 — Юрий Парахин

Главы администрации города
- 2012—2015 — Михаил Берников
- 2015—2017 — Андрей Усиков
- 2017—2020 — Александр Муромский

## Население
| 1811     | 1840     | 1856     | 1863     | 1897     | 1913     | 1914     | 1923     | 1926     | 1931     | 1933     | 1937     |
| -------- | -------- | -------- | -------- | -------- | -------- | -------- | -------- | -------- | -------- | -------- | -------- |
| 24 600   | ↗32 600  | ↗35 300  | ↘35 000  | ↗70 000  | ↗95 100  | ↗96 200  | ↘71 100  | ↗75 594  | ↗78 106  | ↗91 300  | ↗98 083  |
| 1939     | 1956     | 1959     | 1962     | 1967     | 1970     | 1973     | 1975     | 1976     | 1979     | 1982     | 1985     |
| ↗110 564 | ↗128 000 | ↗151 521 | ↗174 000 | ↗209 000 | ↗232 216 | ↗257 000 | ↗284 000 | →284 000 | ↗304 971 | ↗319 000 | ↗322 000 |
| 1986     | 1987     | 1989     | 1990     | 1991     | 1992     | 1993     | 1994     | 1995     | 1996     | 1997     | 1998     |
| ↗325 000 | ↗335 000 | ↗336 862 | ↗338 000 | ↗345 000 | ↗347 000 | →347 000 | ↘346 000 | ↘344 000 | →344 000 | ↗348 000 | ↘343 000 |
| 1999     | 2000     | 2001     | 2002     | 2003     | 2004     | 2005     | 2006     | 2007     | 2008     | 2009     | 2010     |
| ↗346 500 | ↘344 500 | ↘338 800 | ↘333 310 | ↘333 300 | ↘331 300 | ↘329 400 | ↘326 000 | ↘323 000 | ↘320 800 | ↘319 054 | ↘317 747 |
| 2011     | 2012     | 2013     | 2014     | 2015     | 2016     | 2017     | 2018     | 2019     | 2020     | 2021     | 2023     |
| ↗317 900 | ↗319 138 | ↘318 136 | ↘317 076 | ↗319 550 | ↗319 651 | ↘318 633 | ↘315 308 | ↘311 625 | ↘308 838 | ↘303 169 | ↘296 633 |
| 2024     | 2025     |          |          |          |          |          |          |          |          |          |          |
| ↘292 406 | ↘289 503 |          |          |          |          |          |          |          |          |          |          |

На 1 января 2025 года по численности населения город находился на 70-м месте из 1124 городов Российской Федерации.
Демография
| Год                                             | 1990 | 1999 | 2001 | 2003 | 2005 | 2010 |
| ----------------------------------------------- | ---- | ---- | ---- | ---- | ---- | ---- |
| Число родившихся, на 1000 населения             | 11,2 | 6,8  | 7,5  | 8,8  | 8,7  | 10,8 |
| Число умерших, на 1000 населения                | 9,8  | 13,6 | 15,1 | 14,8 | 15   | 17,4 |
| Естественный прирост (убыль), на 1000 населения | 1,4  | −6,8 | −7,6 | −6   | −6,3 | −6,6 |

Национальный состав
Согласно Всероссийской переписи населения 2010 года: русские (96,8 %), украинцы (1,1 %), армяне (0,4 %), белорусы (0,3 %), азербайджанцы (0,2 %), татары (0,1 %), евреи (0,1 %) остальные (1 %).
Национальный состав
По итогам переписи населения 2020 года проживали следующие национальности (национальности менее 0,1 % и другое, см. в сноске к строке «Другие»):
| Национальность | Численность, чел. | Доля     |
| -------------- | ----------------- | -------- |
| Русские        | 258 098           | 85,13 %  |
| Украинцы       | 1307              | 0,43 %   |
| Армяне         | 892               | 0,29 %   |
| Туркмены       | 439               | 0,14 %   |
| Азербайджанцы  | 338               | 0,11 %   |
| Белорусы       | 329               | 0,11 %   |
| Другие         | 41 766            | 13,79 %  |
| Итого          | 303 169           | 100,00 % |

## Экономика

### Промышленность
В отрасли промышленного производства города наибольшие объёмы отгруженной продукции имеют: производство пищевых продуктов, включая напитки, — 28,8 %; производство машин и электрооборудования — 27,3 %; производство неметаллических минеральных продуктов — 19,9 %; металлургическое производство и производство готовых металлических изделий — 18,0 %. Объём отгруженных товаров собственного производства, выполненных работ и услуг собственными силами обрабатывающих производствах за 2010 год составил 25,7 млрд рублей.
Среди основных промышленных предприятий города:
Фабрики, заводы
- ООО «Прохим» — один из крупнейших российских производителей промышленного оборудования для прачечных и химчисток.
- ОАО «Гамма» (крупнейший отечественный производитель чулочно-носочных изделий)
- Живмаш[65] — производство креплений для перемещения мясных туш (троллеев).
- ООО «Керама Марацци» (бывшие названия: ЗАО «Велор», ОАО «КМ Груп») Kerama Marazzi Group (завод итальянской керамической плитки)
- ООО «Орловский бумажный комбинат» - производит картонную упаковку и техническую бумагу.
- «Завод им. М. Г. Медведева — машиностроение»[66] был основан братьями Кале в 1868 году. С 1922 года носит имя героя Гражданской войны М. Г. Медведева. Производит технологическое оборудование и запасные части для кожевенно-обувной промышленности. В 1966 году был награждён орденом Трудового Красного Знамени. 7 июля 1968 года установлена мемориальная доска. После реконструкции на базе завода создано два новых предприятия, которые занимаются выпуском прогрессивного оборудования для сельского хозяйства. Часть территории с недостроенным новым цехом была продана, часть заводоуправления в аренде.
- Завод «Научприбор» — производство рентгеновского оборудования и прочее (товары народного потребления).
- Завод металлоконструкций и грузоподъёмного оборудования — двухбалочные краны, мостовые краны, козловые краны, консольные краны, краны «Пионер», ручные краны, траверсы, кабельные барабаны, троллейные токоподводы, подкрановые пути, коммунальное оборудование
- Орловский сталепрокатный завод (ОСПаЗ) (Северсталь Метиз, Орловский филиал) — основан в 1967 году, в 2004 году приобретён ОАО «Северсталь». Производит крепёжные изделия[67]
- ПромВент — производство вентиляционного оборудование (вентиляторы, клапаны, воздуховоды, сэндвич-дымоходы). Изготовление металлоизделий на заказ (плазменная резка, гибка).
- АО «Протон-Электротекс» — производитель силовой электроники.
- Орелкомпрессормаш — винтовые и поршневые компрессоры нового поколения, компрессоры роторные, сварочные и насосные агрегаты, шаровая и запорная арматура.
- ЗАО «Орелсибгазаппарат» — производство полиэтиленовых труб и фитингов.
- «Орёлтекмаш» — завод, выпускающий текстильное оборудование[68]. В настоящее время выпускает транспорт для Министерства обороны.
- «Орёл-мебель»-закрыта.
- Обувная фабрика «ОКА» -закрыта
- ОЗРИ ООО «Объединение Альфапластик» — производство изделий медицинского назначения и спортивных товаров из резины, ПВХПВХ, силикон и латекса.
- АО «Протон» — ведущий производитель изделий оптоэлектроники и светотехники в России. Основан в 1972 году.
  - ООО «Электротекс-ИН» — производство частотных преобразователей и производство систем регулируемого электропривода. Входит в группу компаний «ПРОТОН».
- Производство светодиодного оборудования «Пумос»[69]
- Центр доклинических исследований ЗАО «Ретиноиды»[70]
- ООО «Рубин Электроники»[71] — является одним из ведущих отечественных изготовителей и поставщиков печатных плат любого уровня сложности. Бывший завод УВМ им. К. Н. Руднева.
- «Санофи-Восток» (инсулиновый завод компании Sanofi, организован на базе приобретённого в конце 2009 года завода «Биотон-Восток» французской фармацевтической компанией Sanofi)[72]
- Филиал ООО «Синара Транспортные машины — Сервис» сервисное локомотивное депо Орел — выполняет ремонт электровозов и тепловозов для нужд железнодорожного транспорта.
- «Стекломаш Орёл» (единственное в СНГ производство оборудования для стекольной промышленности и промышленности строительных материалов). Основан в 1974 году[73]
- ЗАО «Счётприбор»[74] — производство газовых счётчиков, с 2017 года начал производить счётчики воды.
- Орловский филиал ЗАО «ГК „Таврида Электрик“» — производство коммутационной техники, комплектных распределительных устройств, противоаварийной автоматики и средств для автоматизации распределительных сетей.
- ООО «Фригогласс-Евразия» (производство торгового холодильного оборудования).
- «Фабер» — производство электрощитового оборудования, в основном щитового.
- ЗАО «Химтекстильмаш».

Предприятия строительного комплекса: Завод АО «Орелстройиндустрия» ПАО «Орёлстрой»
Предприятия пищевой промышленности
- ОАО «Орловский хлебокомбинат»
- ЗАО ТД «Орловский Кристалл» (производство ликёро-водочной продукции)-не работает, на стадии банкротства
- ОАО «Орёлрастмасло», Орловский маслобойный завод, основан в 1898 году.
- Орловская кондитерская фабрика

Свёрнутые производства
- Завод УВМ имени К. Н. Руднева (производил компьютеры серии СМ ЭВМ (СМ1, СМ 2М, СМ 1210, СМ 1810) и специализированные управляющие вычислительные комплексы на их основе (УВКС), бытовые компьютеры БК Спектр-001, ЭКВМ «Искра» различных модификаций, регистраторы информации РИ 7501, РИ 8901, а также матричные принтеры, электрическую бытовую кухонную технику (миксеры, сумки-холодильники), цветомузыку, электрические выключатели с пультом дистанционного управления). Процедура банкротства произведена в начале 1995 года. Цеха и заводоуправление в аренде.
- часовой завод «Янтарь». В сентябре 2004 года завод «Янтарь» объявлен банкротом. В том же году был выкуплен ООО «АЛМАЗ-ХОЛДИНГ», который распределил имущество между другими фирмами. В главных цехах находятся ТЦ «Атолл» и ТЦ «Водолей». Остальные площади арендуют мелкие фирмы.
- Завод «Медстекло». Закрыт в 2006 году.
- Завод «Погрузчик». В 2006 году завод погрузчиков вошёл в холдинг с Орловским ЗАО «Дормаш», предприятие получило название ЗАО «Орел-Погрузчик». Территория в аренде.
- Гипсовый комбинат. Закрыт в 1990-х. Все цеха окончательно снесены и территория расчищена в 2010-х. Заводоуправление в аренде.
- Орловский радиоламповый завод (Орловский завод электронных приборов (ОРЗЭП), «Малютка»)[75] — производил электронные лампы, микросхемы, индикаторы люминесцентные, герконы, головки магнитные, кварцевые резонаторы, стробоскопы, зеркала заднего вида, запальники газовых плит, ёлки искусственные, игрушки. Закрыт в 1992 году. Здание в аренде.
- Завод «Орлэкс» — введено конкурсное управление, распродаётся имущество, производственные корпуса, участки земли. На месте проходной построен ТЦ «Утёс».[76]
- ООО «Кока-Кола ЭйчБиСи Евразия» — российское подразделение Coca-Cola Hellenic Bottling Company AG, которая является одним из крупнейших производителей продукции под товарными знаками The Coca-Cola Company в мире и крупнейшим боттлером в Европе. Орловский филиал Coca-Cola Hellenic являлся самым крупным модернизированным предприятием бренда Coca-Cola в России, а также вторым в Европе по техническому оснащению линий по производству фруктовых напитков, обеспечивал помимо Орла продукцией всю южную часть Центрального федерального округа относительно Москвы. (С 13.04.1995 по 14.12.2002 ЗАО «Кока-Кола Боттлерс Орёл», с 14.12.2002 по 29.09.2006 ООО «Кока-Кола Ботлерз Орёл», 29.09.2006 предприятие вошло в единый холдинг компании Coca-Cola Hellenic в России и стало филиалом ООО «Кока-Кола ЭйчБиСи Евразия» (Coca-Cola HBC Eurasia). В 2016 году компания объявила об остановке производства флагманского напитка на орловских мощностях и опровергала слухи о полном закрытии производства, но уже через год, осенью 2017 года, в Орле производство напитков было полностью остановлено, нагрузка орловского завода перешла к заводу в Москве[77]. Несмотря на неоднократные протесты населения[78], на выкупленном пищевом производстве компанией ООО «Интернэшнл Вайнил Компани-Восток» к концу 2018 будет открыто производство напольных ПВХ-покрытий[79]
- АО «Данон Россия», филиал «Молочный комбинат „ОРЛОВСКИЙ“» (до 2008 года — ОАО «Молочный комбинат „Орловский“») — закрыт[80]
- Мясокомбинат (ныне не работает)
- ЗАО Орёлгипроприбор — с 2012 года полностью прекратил своё существование.

### Электроэнергетика
Компании, действующие на рынке: Орловская ТЭЦ, Орловский филиал ОАО «ТГК-4», «Орловская региональная генерация», ОАО «Орёлоблэнерго».
В строительстве Орловской ТЭЦ в 1946 году принимала участие американская компания «Дженерал электрик». В связи с развитием промышленности города в начале 1950-х годов было принято решение о строительстве второй очереди электростанции. В 1960-х годах проведены очередные работы по расширению и реконструкции ТЭЦ. Общая протяжённость тепловых сетей достигала 50 км. Важной эпохой в истории Орловской ТЭЦ стал 1978 год, когда был включён новый энергоблок мощностью 110 МВт. С тех пор Орловская ТЭЦ пережила несколько очередей реконструкций, и её мощность к 2008 году в сравнению с 1946 годом увеличилась в 165 раз. До 1991 года были введены в эксплуатацию три энергоблока.

### Торговля
С 2006 года в городе начали появляться гипермаркеты и крупные торговые центры. К настоящему времени открылись мегакомплекс «ГРИНН», ТРЦ «Рио», гипермаркеты «Лента», «Европа», «Metro Cash&Carry», «Линия» и другие.
В городе успешно развиваются сети магазинов шаговой доступности «Пятёрочка», «Магнит», «Дикси», «Fix Price», «Оптовичок», «Родное Село» и другие.
В сентябре 2003 года в Орле открылся ТРЦ «Атолл».
В 2007 году на южной окраине города на месте советского долгостроя картонажно-полиграфического комбината появился гипермаркет «Линия», вскоре торговый комплекс «Гринн», постепенно разросшийся до туристического многофункционального комплекса.
Торговый центр «Европа» был открыт в марте 2010 года компанией «Липецкий завод строительных материалов» («ЛЗСМ») в спальном районе.
В Орле несколько рынков, основные из которых — Центральный, Северный, Южный, Орловская Нива, Щепной. Каждые выходные действуют ярмарки выходного дня в разных районах города.

### Банки
В Орле открыты территориальное управление Банка России, отделения ПАО «Сбербанк» (воронежский Центрально-чернозёмный банк), «Темпбанка», «Курскпромбанка», «Мак-Банка» (закрыт в 2015 году), «Мособлбанка» (закрыт в 2015 году), «Ренессанс Капитал», «Хоум Кредит», «Уралсиб», «Росевробанка», «Связьбанка», «Пробизнесбанка», «Русфинанс Банка», «Юниаструм Банк», «Траст», «Форус Банка», «МДМ Банка» (закрыт в 2016 году), «Авангард», «Москомприват Банка» (ныне — «Бинбанк»), «Россельхозбанка», «Райффайзенбанка», «Банк Русский Стандарт», «Ланта-Банка», «Всероссийского Банка Развития Регионов», «Церих» (признан банкротом в 2016 году), «Банка Северный Морской Путь», «Форус Банка», «Юникорбанка», ПАО «ВТБ» (закрыт в 2015 году, с 1 января 2018 года возобновлён после юридического присоединения банка ПАО «ВТБ 24», ликвидация брендов «ВТБ24» и «Банк Москвы» завершена), «Московского Индустриального Банка», «Росбанка», «Финанс Бизнес Банка», «Взаимопомощь», «АБ Россия», банк «Рост» (закрыт в 2014 году), «Газпромбанк», Операционный офис ОАО «Уральский банк реконструкции и развития», Филиал "Банка Заречье" (АО) (г.Казань) в г. Орле Орловской области .
До 2010 года и с 2015 года функционирует межрегиональное денежное хранилище № 5 Банка России.

### Жилищно-коммунальное хозяйство
Самыми крупными управляющими компаниями региона являются:
- МУП ЖРЭП (Заказчик) (9,2 % рынка ЖКХ),
- ОАО «Орёл — ЖЭК» (4,4 %),
- ООО «Перспектива» (15,3 %),
- ЗАО «Первая городская управляющая компания» (47,9 %) — группа юридически и финансово независимых организаций. В состав группы входит 17 управляющих компаний, 37 подрядных и сервисных организаций, специализированные предприятия по обслуживанию лифтов, инженерного оборудования, диспетчеризации, вывозу мусора, аварийная служба. Компания имеет в своём штате 1800 сотрудников. Генеральный директор — Касьянов Александр Александрович. На рынке ЖКХ Орловской области работает с 2008 года. Под управлением находится более 1250 многоквартирных домов.

### Транспорт
Орёл — крупный транспортный узел Центрального экономического района. Здесь сходятся:
- 6 важных автомобильных магистралей федерального и областного значения: М2E 105, Р92, Р119, Р120, 54А-1, 54К-16;
- 5 железнодорожных линий на: Москву, Елец, Курск, Михайловский рудник, Брянск.

Терминалы междугородного транспорта: вокзал Орёл, вокзал Лужки-Орловские, автовокзал Орёл.
В городской черте находится аэропорт Орёл-Южный, в настоящее проводится реконструкция аэродрома, завершено строительство аэровокзала.
В Орле представлены все виды городского наземного транспорта: троллейбус, трамвай, автобус, маршрутное такси и такси. Эти виды общественного транспорта охватывают всю территорию города. Каждый автобус, трамвай и троллейбус оснащены маршрутоуказателями, информирующими о маршруте следования по городу, обозначенными остановками, а также имеют в салонах подробные схемы движения, дополненные правилами пользования конкретным видом транспорта. Есть и прокат автомобилей.
В прошлые годы в летний период на Оке действовал речной трамвай как вид транспорта экскурсионно-прогулочной направленности.
| С-З | Санкт-Петербург ~ 1081 км Рига ~ 1006 км Смоленск ~ 378 км Брянск ~ 129 км. | Калуга ~ 209 км Белёв ~ 110 км Болхов ~ 60 км.     | Москва ~ 364 км Тула ~ 186 км Ефремов ~ 179 км Мценск ~ 52 км.  | С-В |
| З   | Карачев ~ 83 км Гомель ~ 394 км Брест ~ 937 км Варшава ~ 1128 км.           | Роза ветров                                        | Новосиль ~ 81 км Елец ~ 212 км Липецк ~ 296 км Тамбов ~ 430 км. | В   |
| Ю-З | Дмитровск ~ 93 км Киев ~ 532 км.                                            | Курск ~ 167 км Белгород ~ 306 км Харьков ~ 386 км. | Ливны ~ 139 км Воронеж ~ 348 км Ростов-на-Дону ~ 906 км.        | Ю-В |

## Социальная сфера

### Образование
Высшие учебные заведения
- Орловский государственный университет имени И. С. Тургенева
- Орловский государственный институт культуры[83]
- Орловский государственный аграрный университет им. Н. В. Парахина
- Орловский юридический институт МВД России
- Академия ФСО России
- Воронежский экономико-правовой институт (Орловский филиал)
- Орловский филиал Петербургского государственного университета путей сообщения Императора Александра I
- Среднерусский институт управления — филиал Российской академии народного хозяйства и государственной службы
- Орловский государственный университет экономики и торговли
- Всероссийский Заочный Финансово-Экономический институт (филиал в Орле)

Колледжи, техникумы, училища
- Орловский автодорожный техникум
- Орловский техникум технологии и предпринимательства имени В. А. Русанова
- Орловский музыкальный колледж[84]
- Орловский базовый медицинский колледж. Открыт в 1898 году Губернской земской управой как фельдшерская школа, преобразованная с 3 сентября 1911 года в фельдшерско-акушерскую. С 2012 года — базовый медицинский колледж[85].
- Орловский областной колледж культуры и искусств
- Орловский реставрационно-строительный техникум
- Орловский спортивный техникум
- Орловский техникум сферы услуг[86]
- Орловский технологический техникум
- Орловский банковский колледж Среднерусского института управления
- Орловский техникум путей сообщения имени В. А Лапочкина
- Орловский техникум агротехнологий и транспорта[87]
- Орловское художественное училище (ОХУ)
- Музыкальная школа им. В. С. Калинникова
- Центр детского (юношеского) технического творчества (ул. Новосильская, 47) основан в 1955 году как станция юных техников. Работа ведётся по четырём направлениям: спортивно-техническое, научно-техническое, естественно-научное, художественно-эстетическое.

### Наука
- Орловский государственный университет
- Орловский государственный аграрный университет
- ФГУП Гипронисельпром
- Государственное научное учреждение «Всероссийский научно-исследовательский институт зернобобовых и крупяных культур РАСХН»
- Государственное научное учреждение «Всероссийский научно-исследовательский институт селекции плодовых культур»[источник не указан 3359 дней]

### Здравоохранение
- Орловская областная клиническая больница
- Городская больница скорой медицинской помощи им. Н. А. Семашко
- Городская больница им. С. П. Боткина
- НКМЦ им. З. И. Круглой (Детская областная клиническая больница, Детская инфекционная больница, Областной перинатальный центр)
- Городской родильный дом
- Орловский областной противотуберкулёзный диспансер
- Орловский областной онкологический диспансер
- Орловский областной кожно-венерологический диспансер
- Орловский областной психоневрологический диспансер
- Орловский областной наркологический диспансер
- Орловский областной врачебно-физкультурный диспансер
- Орловская станция переливания крови
- Поликлиника РЖД-Медицина
- Орловское бюро судебно-медицинской экспертизы
- Межрайонное бюро медико-социальной экспертизы
- Орловская областная психиатрическая больница
- Психиатрическая больница специализированного типа с интенсивным наблюдением
- Орловская областная стоматологическая поликлиника
- Детские поликлиники № 1, № 2, № 3
- Детская стоматологическая поликлиника
- Областной детский противотуберкулёзный диспансер «Красный Октябрь»
- Городские стоматологические поликлиники № 1, № 2, № 3
- Поликлиники № 1, № 2, № 3
- Женские консультации № 1, № 2, № 3
- Областная станция скорой медицинской помощи
- Орловский центр профилактики СПИД и инфекционных заболеваний

## СМИ
Телевидение и радио
- ФГУП ВГТРК ГТРК «Орёл»
- АО «Областной телерадиовещательный канал»
- ООО ТРК «Истоки»

Печатные СМИ: «Житие в Орле», «Родовая Земля», «Орловская правда», «Орловский вестник», «Орловский меридиан», «Красная строка», «Орловская городская газета», «Орловская искра», «Орловская среда», «Неделя в Орле», «Губернские будни», «Взлётная полоса литературная»; журналы: «Свадебный Орёл», «АграрникЪ» (agrarnik.ru), «Регион 57», «Новый Орёл», «Статус», «Орловский молодёжный гид» («ОМГ»), «7 девушек».
Крупнейшие интернет-издания: ИА «Орловский новости», ИА «Орелград», «Вечерний Орел», «РИА 57», «Орёл 24».

## Связь и телекоммуникации

### Телевидение и радиовещание
Аналоговое телевидение и радиовещание
Кабельное
ПАО «Мобильные ТелеСистемы»
Цифровое телевидение
Эфирное
Орёл относится к 3-й очереди создания сетей цифрового телевизионного вещания (2012—2013 годы).
Вещание эфирного цифрового ТВ в Орле начато 3 июля 2014 года. На август 2016 года осуществляется вещание 1-го и 2-го мультиплексов каналов.
IPTV
Активно внедряется цифровое телевидение по технологии IPTV. Услуга цифрового тв предоставляется посредством волоконно-оптических линий операторами:
- ПАО «Вымпел-Коммуникации» (под торговой маркой Билайн)
- ПАО «Ростелеком»
- ООО «Орёлсвязьинформ»
- ПАО «МегаФон»

Спутниковое телевидение
В Орле подключением абонентов к спутниковому телевидению занимаются операторы:
- ООО «НТВ-Плюс»
- НАО «Национальная спутниковая компания» (бренд «Триколор ТВ»)
- ООО «Орион Экспресс» под брендом «Телекарта», до 2016 года также использовались «Континент ТВ» (для ИСЗ INTELSAT 15 и HORIZONS 2) и «Восточный Экспресс» (для ИСЗ EXPRESS AM5)
- ПАО «Мобильные ТелеСистемы»

### Почтовая связь
УФПС Орловской области (филиал АО «Почта России»), центральное управление почтовой связи города Орла, а также Орловского муниципального округа, Знаменского и Хотынецкого районов — Орловский почтамт.
Доставка почты осуществляется различными видами транспорта, также, используются ведомственные автомобили. Почта представляет себе новые направления развития, связанные как с укреплением традиционных средств связи: письменная корреспонденция, посылки и почтовые переводы, так и с внедрением в рынок услуг информационной цивилизации. В планах орловской почты организация Интернет-обслуживания в Орле, создание системы денежных переводов по компьютерным сетям.
Индексы Орловского муниципального округа фактически являются городскими, аналогично телефонная связь.
На сегодняшний день в Орле работают 34 отделения почтовой связи.

### Телефонная связь
Стационарная
ПАО «Ростелеком» (городская телефонная сеть, включая Орловский муниципальный округ)
Телефонный код города: 486-2.
Орловская телефонная станция была открыта 15 (27) ноября 1892 г. в здании почтово-телеграфной конторы. К 15 апреля 1893 г. в городской телефонной сети насчитывалось уже 59 абонентов.
| Номер до изменения                 | Номер после изменения                            |
| 1-хх-хх                            | 40-хх-хх, 74-6х-хх, 76-5х-хх, 76-7х-хх, 76-8х-хх |
| 2-хх-хх                            | 72-хх-хх, 74-хх-хх                               |
| 3-хх-хх                            | 33-хх-хх, 36-хх-хх                               |
| 4-хх-хх                            | 41-хх-хх                                         |
| 5-хх-хх                            | 55-хх-хх                                         |
| 6-хх-хх                            | 75-хх-хх, 76-хх-хх                               |
| 7-хх-хх                            | 77-хх-хх                                         |
| 9-хх-хх                            | 42-хх-хх, 45-хх-хх, 46-7х-хх — 46-8х-хх          |
| 46-хх-хх кроме 46-7х-xx — 46-8х-xx | 36-хх-хх                                         |
| 75-5х-хх                           | 54-3х-хх                                         |
| 75-6х-хх                           | 54-4х-хх                                         |

- ПАО «Мобильные ТелеСистемы» (нумерация в диапазоне 30-4x-xx — 30-7x-xx, 30-7х-хх, 48-0x-xx — 49-6x-xx, 49-9х-хх)
- ПАО «Вымпел-Коммуникации» (нумерация в диапазоне 20-0x-xx — 20-1x-xx, 44-0х-хх, 78-0х-хх — 78-4х-хх)
- ПАО «МегаФон» (нумерация в диапазоне 63-0x-xx — 63-4x-xx)
- ПАО «МегаФон» (нумерация в диапазоне 30-3x-xx)
- ООО «Орёлсвязьинформ» (нумерация в диапазоне 51-xx-xx)
- ООО «Реком» (отношения к ПАО «Мобильные ТелеСистемы» не имеет) (нумерация в диапазоне 47-8x-xx — 47-9x-xx, 49-7х-хх — 49-8х-хх, 79-хx-xx)
- ПРОСТОР Телеком (ЗАО «Квантум») (нумерация в диапазоне 44-2x-xx — 44-9x-xx)
- ЗАО «Ресурс-связь» (нумерация в диапазоне 44-12-xx — 44-13-xx)
- SUMTEL (ООО «Сумма Телеком») (нумерация в диапазоне 50-6x-xx)
- ООО «Новые технологии связи» (нумерация в диапазоне 40-20-xx, 40-23-xx — 40-24-xx, 50-03-хх — 50-04-хх)
- ООО «Ортес-Финанс» (нумерация в диапазоне 30-0х-xx — 30-1х-xx, 36-90-xx — 36-91-хх)
- АО «ЭР-Телеком Холдинг» (нумерация в диапазоне 20-20-хх — 20-24-хх, 99-9х-xx)
- Центр государственных информационных ресурсов Орловской области (нумерация в диапазоне 20-25-хх)
- МТел (нумерация в диапазоне 22-2х-хх, 90-0х-хх)
- Инфоком-Связь (нумерация в диапазоне 30-2х-хх)
- Северсталь-инфоком (нумерация в диапазоне 39-05-хх — 39-19-хх)
- Гамма Телеком (нумерация в диапазоне 50-05-хх — 50-08-хх)
- ИнвестРесурс (нумерация в диапазоне 50-09-хх)
- СтройПарк (нумерация в диапазоне 44-14-xx — 44-18-xx)
- Российские железные дороги (нумерация в диапазоне 44-10-xx — 44-11-xx, 46-7х-xx — 46-8х-xx)
- Поволжье Телеком (нумерация в диапазоне 20-26-хх)
- и другие.

Мобильная связь
В городе мобильная связь предоставляется всеми федеральными операторами:
- ПАО «Мобильные ТелеСистемы»
- ПАО «Вымпел-Коммуникации»
- ПАО «МегаФон», включая виртуального оператора Yota
- ПАО «Ростелеком» (учредитель компании ООО «Т2 РТК Холдинг») под товарным знаком «T2».

Все операторы предоставляют услуги мобильной связи третьего 3G и четвёртого поколения 4G (LTE)

## Спорт
В 1987 начал свою работу Центр спорта и искусств «Атлант» (ул. Грузовая, 1), там проводятся занятия по карате киокусинкай, спортивному ориентированию, тяжёлой атлетике, оздоровительной аэробике, спортивной аэробике, дзюдо, армрестлингу, русскому кулачному бою, силовому троеборью, рукопашному бою, кикбоксингу, боксу, есть цирковая студия, студии эстетического развития и спортивных танцев. С 1998 года ведёт своё начало Орловская федерация ушу.

### Футбол
На территории города базируется футбольный клуб «Орёл», с 2024 года выступающий во Второй лиге. Домашние игры команда проводит на «Центральном» стадионе, вмещающем до 14600 зрителей. Лучшее достижение клуба — 6-е место в Первом дивизионе.

### Корфбол
В корфбол — национальный спорт Нидерландов — играют на орловских улицах и в школьных спортзалах. Сборная города по этому виду спорта является одной из сильнейших и поэтому именно Орёл представляет Россию на международных соревнованиях, показывая на них высокие результаты. В самом Орле также проводятся соревнования по корфболу, для участия в которых регулярно приезжают спортсмены-корфболисты из голландского города-побратима Леувардена.

### Велоспорт
В Орле находятся секции шоссейного велоспорта (ДЮСШ-1, а также Олимп). В городе и области проводятся соревнования (Первенство области, всероссийские соревнования) Выходцы из Орла регулярно занимают призовые места во всероссийских соревнованиях. Также был создан Центр велоспорта Дениса Меньшова, где подготавливают профессиональных велогонщиков.
Для Орла характерно массовое велодвижение. Ежегодно проводимые велодни собирают тысячи участников.

### Мероприятия
С 1 по 6 мая 2015 года в городе Орле прошли четырнадцатые молодёжные Дельфийские игры России, посвящённые 70-летию Победы в Великой Отечественной войне 1941—1945 годов и Году литературы в Российской Федерации.
В играх России приняли участие 1943 участника из 71 субъекта Российской Федерации и 15 стран в возрасте от 10 до 25 лет.

## Культура и искусство

### Музеи
- Музей М. М. Бахтина (ул. Горького, 23) — открылся 20 сентября 2005 года, в дни проходившего в Орле Всемирного конгресса бахтиноведов. Музей расположен в здании, построенном в 2003 году на месте бывшей усадьбы отца философа. В одном из флигелей этой усадьбы родился Миша Бахтин. Этот факт засвидетельствован мемориальной доской (автор Л. Бугай). Основная тема музейной композиции — «Наследие литературоведа, филолога, философа и историка культуры М. М. Бахтина».

Организатор создания музея — Валентин Костин, доктор филологических наук, профессор.
Музеи И. С. Тургенева, Л. Н. Андреева, Н. С. Лескова, И. А. Бунина, Т. Н. Грановского и музей писателей-орловцев объединены в единую структуру — Орловский объединённый государственный литературный музей И. С. Тургенева.
- Музей И. С. Тургенева (ул. Тургенева, дом 11)

Расположен музей в старинном кирпичном, одноэтажном, с цокольным этажом особняке, построенном по проекту архитектора И. Ф. Тибо-Бриниоля в 1860-х годах. В 1945 году здание передано музею И. С. Тургенева. Ныне там размещается экспозиция Государственного литературного музея И. С. Тургенева, посвящённая жизни и творчеству писателя.
- Дом-музей Л. Н. Андреева

Расположен в доме, где прошли детские и юношеские годы писателя. Открыт 21 августа 1991 года в честь 120-летия Леонида Андреева в доме № 41 на 2-й Пушкарной улице. Именно здесь, на Пушкарных, а также соседних Посадских, Стрелецких улицах и слободах будущий писатель встретился со многими героями своих рассказов («Баргамот и Гараська», «Ангелочек», «Гостинец» и др.) В настоящее время дом разделён на две части, в одной из которых находится музей, другая часть — жилая.
- Дом-музей Н. С. Лескова (Октябрьская ул., дом 9).

Расположен в деревянном особняке, построенном в 1875—1877 годах губернским прокурором К. Н. Бурнашевым на месте усадьбы, принадлежавшей отцу писателя С. Д. Лескову. Местоположение усадьбы описано Н. С. Лесковым в рассказах «Несмертельный голован» и «Пугало». Дом, принадлежащий С. Д. Лескову, сгорел в 1850 году. Ныне существующее здание в 1970 году было передано Государственному музею им. И. С. Тургенева для создания в нём единственного в стране литературно-мемориального музея Н. С. Лескова. Музей открыт 2 июля 1974 года.
- Музей И. А. Бунина (ул. 7 Ноября, 24)
- Дом Т. Н. Грановского (Т. Н. Грановский, П. В. Киреевский, П. И. Якушкин, Д. И. Писарев, Марко Вовчок) (ул. 7 Ноября, 24)
- Музей писателей-орловцев (дом Галаховых) (А. А. Фет, Л. Н. Андреев, И. А. Новиков, М. М. Пришвин и др.) (ул. Тургенева, дом 13)

Музей разместился в старинном дворянском особняке, построенном в 1850—1852 годах на углу двух улиц — Тургенева и Горького (бывшие Георгиевская и Садовая улицы) по проекту архитектора И. Ф. Тибо-Бриниоля.
- Орловский музей изобразительных искусств (Октябрьская ул., 29)
- Орловский Краеведческий музей был основан в 1897 году Орловской учёной архивной комиссией. Расположен в здании Торговых рядов (возведённых в 1782 г., перестроенных в 1845—1850 гг.) по улице Гостиной в историческом центре города.
- Орловский военно-исторический музей. Является филиалом краеведческого музея. Содержит экспозицию, посвящённую военной истории Орловщины. Одним из создателей музея был Г. В. Дышленко. (ул. Нормандия-Неман, 1)
- Дом-музей В. А. Русанова — филиал Орловского краеведческого музея. Открыт 25 декабря 1982 года в мемориальном доме Русановых, построенном в 1815 году в Мацневском переулке (теперь ул. Русанова). На первом этаже музея находится документально-историческая экспозиция. Она рассказывает о жизни и деятельности выдающегося русского путешественника Владимира Александровича Русанова (1815—1913) (ул. Русанова, 43)
- Музей города Орла «От основания и затем…» открыт в августе 2016 года в Туристическом многофункциональном комплексе «ГРИНН» в рамках празднования 450-летнего юбилея города. В музее, который является частным и создан по инициативе и при финансовой поддержке предпринимателя Николая Грешилова, представлена вся многовековая история города, начиная от его основания до наших дней[92].
- Музей истории евреев открыт в мае 2017 года при местной еврейской религиозной организации иудаизма «Центр Шалом». Экспозиция рассказывает о культуре и традициях еврейской религиозной общины, знаменитых личностях, участниках Великой Отечественной войны[93].

### Библиотеки
- Областная библиотека им. И. А. Бунина
- Детская областная библиотека им. М. М. Пришвина (ул. Московская, 28, адрес сайта www.prishvinka.ru Архивная копия от 14 марта 2022 на Wayback Machine ) Библиотека основана 28 сентября 1970 года, 2 сентября 1981 года ей присвоено имя М. М. Пришвина. Библиотека расположена на первом этаже жилого дома со шпилем, построенного по проекту В. В. Овчинникова.
- Центральная городская библиотека им. А. С. Пушкина

### Театры
- Орловский государственный академический театр имени И. С. Тургенева
- Орловский государственный театр для детей и молодёжи «Свободное пространство»
- Орловский театр кукол

В сентябре 1943 года, спустя лишь месяц после освобождения города от немецких захватчиков, был организован Орловский областной театр кукол. А уже 3 октября состоялась премьера: ребята увидели на сцене русскую народную сказку «По щучьему велению». Поставила спектакль основатель театра А. А. Вознесенская. С 1962 года кукольный театр располагался в здании Богоявленской церкви. В 1994 году кукольный театр переехал в здание ДК Строителей, построенное в 1975 году.
- Орловский муниципальный драматический театр «Русский стиль»" им. М. М. Бахтина
- Учебный театр «Диагональ» ФГБОУ ВО «Орловский государственный институт искусств и культуры»
- Театр-студия «Ювента» ИЭО ФГБОУ ВО «Орловский государственный университет имени И. С. Тургенева» (с 1999 года)
- Театр сатиры ФГБОУ ВО «Орловский государственный университет имени И. С. Тургенева»

### Кинотеатры
- «ГРИНН-фильм»
- «Победа»(ныне закрыт)[94]
- «Октябрь»(ныне закрыт)[95]
- «Родина» (памятник архитектуры конструктивизма, ныне закрыт)
- «Современник»
- «Синема Стар»
- «ЦУМ-Кино»

### Дворцы культуры
- Дворец культуры железнодорожников Орловско-Курского отделения Московской железной дороги ОАО РЖД построен по проекту архитектора С. А. Мхитаряна в 1955 году. Является одним из сооружений, формирующих Привокзальную площадь, на которую обращён своим главным фасадом.
- Орловский городской центр культуры (бывший Дворец культуры строителей).
- Дворец культуры Северного района (бывший Дворец культуры металлургов).

### Общественные организации
- Орловская организация Союза художников России
- Орловское региональное отделение Союза писателей России
- Литературное Содружество «Родное Полесье» им. П. Л. Проскурина
- Орловское отделение Союза работников культуры России
- Орловский областной Совет Ветеранов Войны Труда Вооружённых Сил и Правоохранительных Органов.
- Клуб любителей творчества Владимира Высоцкого «Вертикаль»
- Орловское научно-практическое медицинское общество
- Товарищество Орловских художников

## Памятники
См. также Список памятников Орла, Произведения монументального искусства Орла
- Монумент (стела) к 400-летию г. Орла Монумент расположен на стрелке между реками Окой и Орликом. Представляет архитектурно-скульптурный комплекс.

С тыльной стороны на гранитной стене возвышенной площадки установлены изображения гербов городов Орловской области. Архитектор — Т. К. Топуридзе, скульптор — А. Н. Бурганов, инженер — В. Г. Кохновер. Открыт 5 ноября 1966 года.
- Памятник Леонтию Николаевичу Гуртьеву, погибшему в августе 1943 года при изгнании из Орла гитлеровских оккупантов. Вот что писал о нём скульптор Е. В. Вучетич: «…в 1943 в сражении под Орлом, будучи уже генерал-майором, он закрыл собой командующего армией генерал-лейтенанта Горбатова… Таким образом, этот человек погиб, совершив подвиг солдата»[96]. Посмертно ему было присвоено звание Героя Советского Союза. Памятник был открыт 5 августа 1954 года перед главным фасадом областной библиотеки, в 1976 году памятник был перенесён в западную часть сквера. Авторы памятника — скульптор Е. Вучетич, архитектор Я. Белопольский. Сквер вокруг памятника создан по проекту архитекторов И. Иванова и Е. Трубецкой.
- В Орле установлены несколько памятников Ивану Сергеевичу Тургеневу:

1. Памятник установлен на постаменте из чёрного гранита на «Тургеневском бережке» — на вершине склона берега Оки рядом с городским парком культуры и отдыха. Скульптор — Г. П. Бессарабский. Архитекторы — А. И. Свиридов и В. С Атанов
2. Бюст Тургеневу Ивану Сергеевичу установлен рядом с детской областной больницей.
3. Памятник Тургеневу Ивану Сергеевичу установлен на ЖД вокзале между двумя направлениями движений поездов.
4. Памятник Тургеневу Ивану Сергеевичу с ружьём установлен возле гостиницы Гринн

- Памятник Фету Афанасию Афанасьевичу открыт 25 мая 1997 года (установлен возле писательского дома на улице Салтыкова-Щедрина, в котором размещаются издательство «Вешние воды» и писательская организация Союз писателей России — её региональное отделение в Орле). Автор памятника — московский скульптор Н. Иванов.
- Памятник Ломоносову Михаилу Васильевичу установлен в скверике перед школой № 1, которая носит его имя. Бюст М. В. Ломоносова выполнен из тонированного гипса на белом пьедестале. Бюст подарен школе скульптором Б. Д. Бологовым и архитектором Г. Т. Ракитиным.
- Памятник Бабухину Александру Ивановичу открыт 8 июля 2001 года перед зданием Орловского медицинского института. Скульптор — Д. А. Юнаковский.
- Памятник Бунину Ивану Алексеевичу

1. Бюст в сквере перед зданием Областной публичной октября библиотеки, носящей его имя, открыт 17 октября 1992 года. Скульптор — О. А. Уваров.
2. Бронзовый монумент у входа в мэрию на Пролетарской горе с панорамой на город и реку Оку. Авторы: лауреат Государственной премии СССР и РСФСР скульптор В. М. Клыков и архитектор Р. И. Семерджиев. Памятник воздвигнут в октябре 1995 года.

- Памятник Ленину Владимиру Ильичу. Орёл является одним из первых городов, где памятник Ленину был воздвигнут при его жизни. Открытие памятника состоялось 7 ноября 1920 года у входа на городской (Николаевский) бульвар (ныне — площадь им. В. И. Ленина).
- Памятник Дзержинскому Феликсу Эдмундовичу установлен в честь 110-й годовщины со дня рождения на пересечении улиц Брестской и Салтыкова-Щедрина. Медная фигура революционера-чекиста расположена на низком постаменте из розового гранита. Автор нынешнего памятника — московский скульптор М. Б. Смирнов.
- Памятный знак жертвам политических репрессий (северная окраина города, Медведевский лес). Гранитный монолит с надписью «Память о жертвах репрессий 30-х — 40-х и начала 50-х годов» установлен на бетонном основании. Поставлен в память о всех жителях Орловщины, уничтоженных большевиками во время сталинских репрессий и прежде всего о 157 политических заключённых, расстрелянных в Медведевском лесу 11 сентября 1941 года по личному приказу Берии и Сталина. Открыт 11 сентября 1990 года.
- Памятник Горбатову А. В. Бюст из розового гранита участника освобождения города Орла в августе 1943 года, генерала армии, Героя Советского Союза Горбатова Александра Васильевича (1891—1973) установлен на постаменте из серого гранита. Скульптор — В. И. Чухаркин, архитектор — В. И. Филин. Открыт 6 августа 1983 года. Надпись на камне: «Горбатов Александр Васильевич. Герой Советского Союза. Генерал армии. Почётный гражданин Орла»
- Памятник Лескову Н. С. (ул. Карачевская, площадь Искусств). Бронзовая фигура писателя окружена декоративными колоннами со скульптурными группами героев его произведений: «Левша», «Соборяне», «Очарованный странник», «Тупейный художник», «Леди Макбет Мценского уезда». Скульпторы: Ю. Г. и Ю. Ю. Ореховы, архитекторы: А. В. Степанов и В. А. Петербуржцев. Открыт 11 июля 1981 г.
- Памятник Поликарпову Н. Н. (ул. Московская). Бронзовая скульптура авиаконструктора, уроженца Орловщины Поликарпова Николая Николаевича (1892—1944) установлена на пьедестале из розового и чёрного гранита. Скульптор — Г. И. Кипинов, архитектор — Г. А. Захаров. Открыт 30 апреля 1958 г. в сквере кинотеатра «Родина».
- Памятник героям-комсомольцам (Комсомольская пл.). Бронзовая скульптурная группа молодых воинов со знаменем установлена на низком пьедестале. Скульптор— А. Н. Бурганов, архитектор — Р. К. Топуридзе. Открыт 25 июня 1972 г.

- Памятник героям гражданской войны(ул. Брестская). На высоком гранитном пьедестале установлена 6-метровая фигура девушки в будёновке и солдатской шинели, взметнувшей над головой винтовку со знаменем и букетом полевых цветов. На постаменте надпись: «Никогда не было ещё таких кровопролитных, ожесточённых боёв, как под Орлом… В. И. Ленин.»
- Памятник Медведеву М. Г. (ул. Московская). Поясная фигура из красного гранита командира орловского Коммунистического отряда в 1919 г. Медведева Михаила Георгиевича (1887—1919) установлена на пьедестале из полированного гранита с низким цоколем. Скульптор — С. И. Фокин, архитектор — С. И. Фёдоров. Открыт 4 ноября 1961 года у административного здания завода им. Медведева.
- Памятный знак жертвам фашизма (северная окраина города, Медведевский лес, 356-й км шоссе Москва — Симферополь). Обелиск из серого гранита с металлическим барельефом трёх скорбных женских лиц и надписью: «В этом лесу накануне освобождения Орла в 1943 году оккупантами было уничтожено более 350 мирных жителей и военнопленных». Открыт 5 августа 1988 года.
- Памятный знак Горькому А. М. (стела) (ул. М. Горького, у пересечения её с ул. Тургенева). Бетонная стела с барельефом писателя и изображением буревестника. Скульптор — И. И. Гущин. Установлен в 1971 году.
- Бюст С. А. Муромцева — первого председателя Государственной Думы 1906 года. (Площадь Ленина, д.1)

- Памятник Маршалу Советского Союза И. Х. Баграмяну в сквере Танкистов. Был открыт 20 мая 2016 года[97].
- Памятник В. С. Калинникову (сквер в створе 1-й Посадской и Комсомольской улиц возле музыкальной школы № 1, носящей имя Калинникова) открыт 3 августа 2009 года. Проект, созданный ещё в конце 1980-х гг., реализовали скульптор Леонид Бугай и архитектор Владимир Блинов. Памятник представляет собой полуфигуру композитора в творческом порыве под сенью ветвей калины, внизу — фигура сидящего мальчика, играющего на свирели. На постаменте вместо привычного названия — копия росписи композитора. Открытие памятника Василию Сергеевичу Калинникову в сквере его имени сопровождалось исполнением учениками музыкальной школы Калинникова 1-й симфонии, являющейся неофициальным гимном города Орла.[98][99]
- Памятник А. П. Ермолову. Открыт 27 июля 2012 года в центре города. Автор скульптуры — москвич Равиль Юсупов. Высота 5,5 м. Внешне композиция монумента напоминает Медного всадника в Санкт-Петербурге — генерал верхом на коне.
- Бюст А. С. Пушкину установлен на Университетской площади по ул. Комсомольской
- Бюст С. А. Есенину установлен на Университетской площади по ул. Комсомольской
- «Алёша» — памятник металлургу

- 14 октября 2016 года на набережной близ Богоявленского собора, недалеко от слияния рек Оки и Орлика был установлен первый в России памятник Ивану Грозному, который считается основателем Орла. Установка памятника вызвала неоднозначную реакцию орловской общественности. Имели место многочисленные пикеты и другие акции протеста. Фактически установка памятника была «продавлена» губернатором В. В. Потомским, членом ЦК КПРФ.[100]
- Памятник «Орлу-основателю» открыт к 450-летию города 28 апреля 2016 года на одной из площадок туристического комплекса «ГРИНН». Автор — курский скульптор Юрий Киреев. Бронзовая скульптурная композиция включает в себя пятиметровую фигуру орла с грамотой в когтях и двух стрельцов по бокам.[101]
- Памятник «Орлу-юбиляру» открыт 03 августа 2016 года на Привокзальной площади на месте топиарной скульптуры орла, изготовленной из «веников». Автор — курский скульптор Юрий Киреев. Бронзовый монумент выполнен в виде орла высотой 4,5 метра на постаменте—шаре двухметрового диаметра[102].

### Памятники архитектуры
- Дом губернаторов расположен на углу улиц Горького и Гуртьева, напротив городского парка, построен в 1798 году для вице-губернаторов. Кирпичное двухэтажное здание имело Г-образный план. В начале 1800 года передано штабу Кирасирского Военного ордена полка, расквартированного в Орле. Назывался «офицерским» и «генеральским» корпусом. В 1812 году здание использовалось как одно из помещений Главного временного госпиталя, созданного в Орле по приказу М. И. Кутузова. С 1818 года в доме размещался штаб 2-го резервного кавалерийского корпуса, которым до 1823 года командовал герой Отечественной войны 1812 года генерал Ф. К. Корф. В 1860 году в здании располагался штаб 36-й пехотной дивизии. В 1868—1869 годах дом перестроен для квартиры губернатора и его канцелярии. В сентябре 1898 года, в период работы над романом «Воскресение», к губернатору А. Н. Трубникову приезжал Л. Н. Толстой, о чём свидетельствует мемориальная доска на фасаде дома. После 1917 года в здании размещались различные учреждения. В 1969 году надстроен 3-й этаж. В начале 1980-х годов на месте короткой части дома, выходящей на улицу Гуртьева, выстроено восьмиэтажное административное здание. В настоящее время в доме располагается Отдел юстиции областной администрации и другие юридические учреждения.
- Дом Фомичёвых, деревянный на кирпичном цокольном этаже с четырёхколонным портиком и пологим фронтоном особняк, типичен для эпохи позднего русского классицизма. Представляет образец городской усадьбы 1820—1840 годов. Построен по заказу участника Отечественной войны 1812 года полковника Шмидта. В 1921 году был внесён в список памятников архитектуры. 3 марта 1988 года в нём был открыт Музей истории молодёжного движения Орловщины. Как памятник архитектуры отмечен мемориальной доской.
- Здание кинотеатра «Родина» — первый настоящий кинотеатр в Орле, находится на ул. Московской. Построен в 1937 году по проекту В. П. Калмыкова, одного из представителей русского архитектурного авангарда. По определению Академического совета по охране наследия Российской академии архитектуры и строительных наук (РААСН), «здание кинотеатра „Родина“ в г. Орле — редкое архитектурное произведение в стиле так называемого постконструктивизма, возникшего в СССР в 1930-е годы, является важной частью творческого наследия В. П. Калмыкова и значимой вехой общеевропейского и мирового развития архитектуры XX века».

- Дом Серебренниковых — особняк 1906 г. постройки, единственное здание этого периода, сохранившееся на Комсомольской (до 1919 — Кромской) улице во внешнем первозданном виде. Построен как доходный дом в стиле модерн купцом 1-й гильдии Николаем Серебренниковым.
- Орловский централ — камера, в которой содержался Дзержинский.

## Культовые сооружения

### Монастыри
- Успенский мужской монастырь
- Введенский женский монастырь

### Храмы

#### ПравославныеРПЦМП
- Ахтырский кафедральный собор
- Богоявленский собор
- Васильевская (Троице-Васильевская) церковь
- Воскресенская (Афанасьевская) церковь
- Знаменская (Иконы Божией Матери «Знамение» Курская-Коренная) церковь
- Иверская церковь
- Крестительская (Иоанна Предтечи) церковь
- Михаило-Архангельская (Успенская) церковь, (пер. Михаило-Архангельский, 20)
- Никитская (Ахтырская) церковь
- Николо-Песковская (Ильинская) церковь
- Смоленская церковь
- Троицкая церковь
- Храм в честь святой блаженной Матроны Московской

- Успенский монастырь
- Смоленская церковь
- Ахтырский кафедральный собор
- Богоявленский собор

### Некрополи
В настоящее время (2017) в Орле существуют три действующих общественных кладбища: Иоанно-Богословское, Наугорское и Лужковское с ограниченным использованием; четыре закрытых общественных кладбища: Афанасьевское, Крестительское, Лепёшкинское и Троицкое.

## Парки и скверы
- Мемориальный сквер «Стрелка»

Находится на месте создания Орловской крепости.
- Парк культуры и отдыха (до 1952 года — Городской сад, «губернский Шредерский») — памятник природы и садово-паркового искусства. Находится в пределах улиц: Пролетарская гора, ул. М. Горького, ул. Коммуны и реки Ока. Начало закладки парка — 1822 год. Идея его создания принадлежала орловскому губернатору Николаю Ивановичу Шредеру. Торжественное открытие городского публичного сада состоялось 1 мая 1823 года.

- Ландшафтный парк «Дворянское гнездо»
- Сквер имени Л. Н. Гуртьева
- Сквер библиотеки имени И. А. Бунина
- Пионерский сквер. Расположен напротив магазина «Орёл».

- Сквер Танкистов
- Мемориальный парк Писателей — Орловцев
- Лесопарк Победы. Раскинулся в заповедной зоне между стадионом имени Ленина и левым берегом реки Орлик.
- Сквер Артиллеристов. Находится в районе Александровского моста и типографии «Труд».

- Сквер «Буревестник»
- Сквер Героев-чернобыльцев. Находится на пересечении улиц Октябрьской и Красноармейской.

- Детский парк
- Бульвар Трубникова
- Сквер Поликарпова
- Сквер имени академика Фомина
- Сквер Коммунальников
- Сквер Маяковского
- Сквер имени А. П. Ермолова

- Разградский парк. В народе называют «Козий парк».

- Сквер им. В. С. Калинникова. У музыкальной школы на ул. 1-я Посадская

- Комсомольский сквер
- Трамвайный сквер
- Промышленный сквер (сквер им. Сталина)
- Сквер Ветеранов
- Парк «Ботаника»
- Сквер Героев — десантников
- Литературный сквер у ТМК «Гринн»
- Семинарский парк. Раскинулся перед зданием техникума железнодорожного транспорта, где ранее располагалась Орловская духовная семинария. Отсюда и появилось название. До 15 мая 2008 года являлся памятником природы Орловской области садово-паркового искусства. Был заложен в 1850-х годах. В 1903 году вокруг здания были посажены парк и фруктовые сады.
- Сквер «1000 и 1 мелочь»[104]

## Почётные звания и награды
- «Город первого салюта» (5 августа 1943 года).
- Орден Отечественной войны I степени (9 апреля 1980 года)
- «Город воинской славы» (указ Президента Российской Федерации от 27 апреля 2007 года).

Стела «Орёл — город Воинской славы» была торжественно открыта на бульваре Победы напротив здания областной администрации 8 мая 2010 года.

## Сотрудничество с другими городами
Орёл состоит в Международной ассамблее столиц и крупных городов, а также в Союзе российских городов.
На 2019 год по данным городской администрации Орёл имеет различные партнёрские связи со следующими городами:
| Страна   | Город               | Год установления связи |
| -------- | ------------------- | ---------------------- |
| Болгария | Разград             | 1968                   |
| Германия | Оффенбах-на-Майне   | 1988                   |
| Россия   | Калуга              | 2003                   |
| Россия   | Колпино             | 2010                   |
| Россия   | Колпинский район    | 2010                   |
| Россия   | Новосибирск         | 2014                   |
| Россия   | Волоколамский район | 2014                   |
| Беларусь | Жодино              | 2016                   |
| Сербия   | Нови-Сад            | 2017                   |
| Словения | Марибор             | 2017                   |
| Россия   | Пенза               | 2018                   |
| Беларусь | Гомель              | 2024                   |
| Беларусь | Брест               | 2025                   |

В разное время в различных СМИ и других источниках информации также указывались и другие города—побратимы Орла. Часть из них действительно являлись таковыми, но не продлили или разорвали договор о сотрудничестве. Назывались:
- Брест[114] (1997)
- Птолемаида[115]
- Леуварден[116][117]
- Белгород[118] (2012)
- Брянск (2003)
- / Керчь[119]
- Мары[120][121] (2017)
- Ужгород (2001)
- Нокиа[119]
- Шалон[117]
- Ческе-Будеёвице[119] (2012)

## Орёл в топонимике
Как минимум в 117 городах на территории Российской Федерации существуют Орловские улицы и переулки (в том числе в Грозном, Уфе, Новосибирске, Комсомольске-на-Амуре и др.). Есть они и в городах других стран, например «Орловская улица» в Праге.

## Орёл в нумизматике
Городу Орлу посвящены несколько монет, выпущенных Банком России в разное время.
- Памятная монета Банка России 2016 года
- Биметаллическая монета 10 рублей 2005 года
- Монета 10 рублей 2011 года из серии «Города воинской славы»

## Факты
- Существует пословица про Орёл:

«Орёл да Кромы — первые воры, Ливны ворами дивны, Елец — всем ворам отец»

Она появилась во времена Смуты. Орёл и близлежащие поселения служили одним из складочных и сборных пунктов повстанцев, а сами жители принимали активное участие в боевых действиях, поддержке различного рода авантюристов и весьма сомнительных кандидатов на престол, что и привело к появлению сей пословицы.
- День города — 5 августа. В этот день по приказу И. В. Сталина № 2 от 5 августа 1943 года в Москве был дан артиллерийский салют войскам, освободившим Орёл и Белгород. Этот салют был первым за время Великой Отечественной войны, поэтому за Орлом и закрепилось название «город первого салюта». В том же приказе Верховный Главнокомандующий впервые присвоил особо отличившимся в боях частям и соединениям почётные наименования «Орловских».
- В составе Северного флота несёт службу Орёл — атомный подводный ракетоносный крейсер, над которым установлено шефство администрацией города Орла.
- Орёл входит в туристический маршрут «Бирюзовое кольцо России»[123]